# Портрет Льва Сапеги
Портрет Льва Сапеги — картина неизвестного художника, предположительно написанная в 1617 году. Это единственный прижизненный портрет Льва Ивановича Сапеги (1557—1633), государственного и военного деятеля Великого Княжество Литовского. Хранится в коллекции Национального исторического музея Республики Беларусь. Размер картины — 102 × 79,5 см.
Портрет хранился в коллекции Белорусского музея имени Ивана Луцкевича в Вильнюсе, однако после расформирования музея в 1944 году портрет Льва Сапеги оказался у белорусского художника Петра Сергиевича (1900—1984), который вместе с рядом уникальных документов XVI века 19 апреля 1968 года Сергиевич передал в Государственный музей БССР.

## Описание

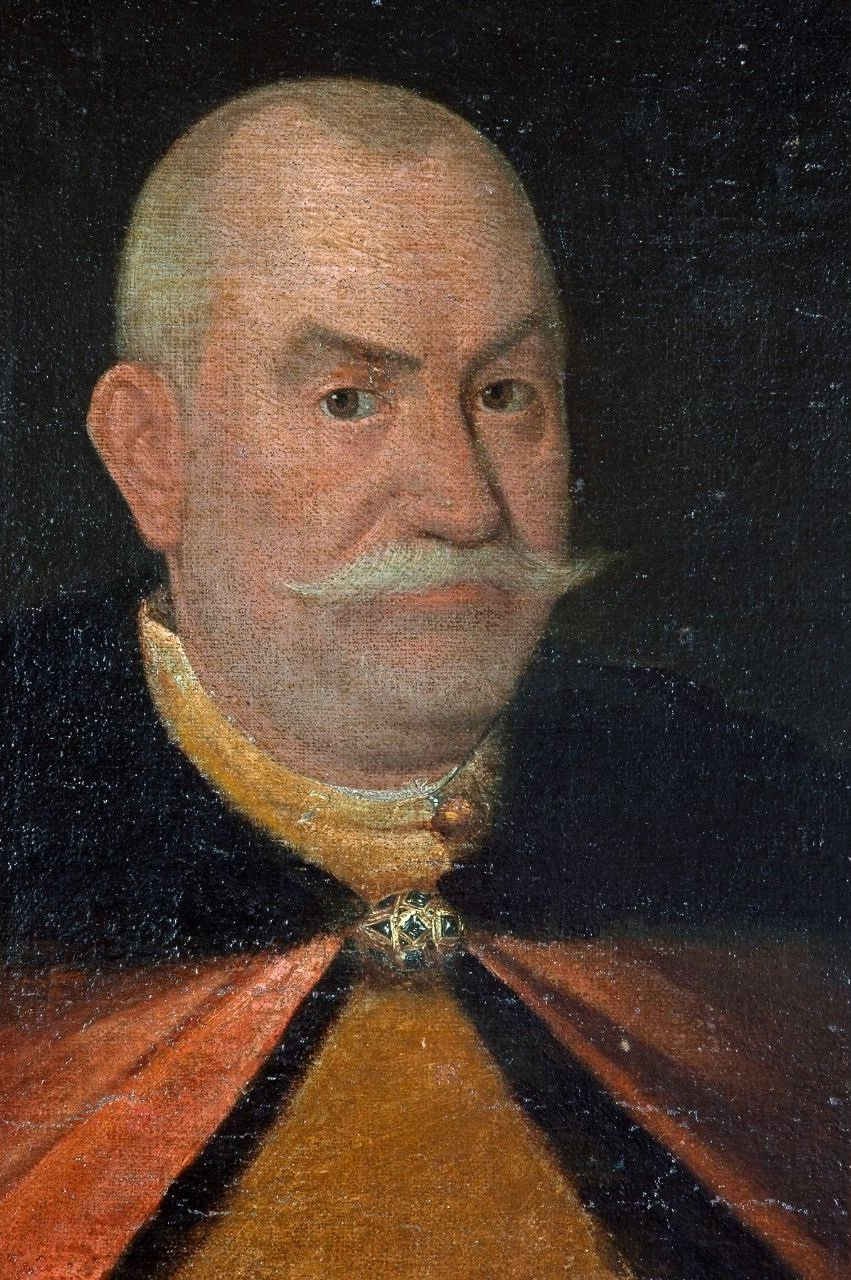
Фрагмент с лицом

В левой руке Лев Сапега держит большую государственную печать, что говорит о посте канцлера, который являлся её хранителем.
Справа вверху на портрете изображён — личный герб Льва Сапеги, пятипольный с лабрами. В центральном поле — родовой герб «Лис»; в правом верхнем геральдическим поле — «Сапега» (три лилии), вероятно, герб Фёдора Ивановича, деда канцлера; в левом верхнем геральдическом поле — «Погоня», герб Анны Сангушко, бабушки по линии отца; в правом нижним геральдическом поле — «Друцк» (меч лезвием вниз в окружении четырёх полумесяцев), герб Богданы Друцкой-Соколинской, матери канцлера; в левом нижнем геральдическим поле — «Толочинский» (согнутая в локте рука рыцаря, пронзенная стрелой), герб бабушки по линии матери Анастасии Юрьевны Друцкой-Толочинской.

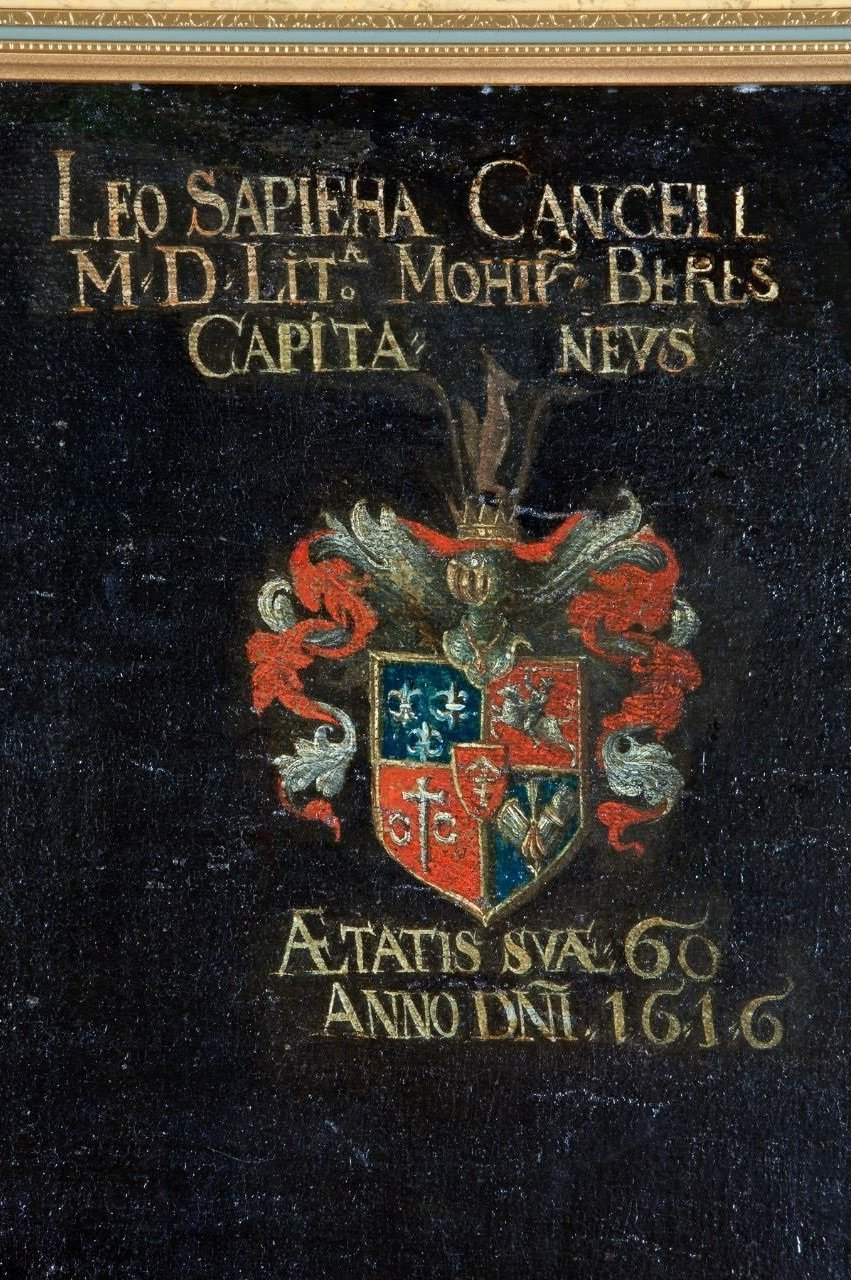
Фрагмент с личным гербом и надписью

Герб на портрете не соответствует классическим требованиям геральдики: нижние поля поменялись местами в отличие от гравюрного классического изображения личного герба Льва Сапеги в издании Статута Великого Княжества Литовского 1588 года.
Над гербам и под ним надписи в 3 и 2 строки: «LEO SAPIEHA CANCELL // M.D.Lit. MOHIL. BЕRES // CAPITANEVS /// ǼTATIS SVǼ 60 // ANNO DNI/ 16.1.6»